# Peugeot XK
Il Peugeot XK è un motore a scoppio prodotto dal 1965 al 1980 dalla Casa automobilistica francese Peugeot.

## Caratteristiche
Si tratta di un nuovo motore da 1.1 litri pensato per la nuova vettura di classe medio-bassa che la Casa di Sochaux era intenzionata a lanciare a metà degli anni sessanta. Tale motore è stato pensato per sfruttare le agevolazioni fiscali permesse all'epoca dal governo francese per le vetture fino a 1.1 litri.

Introdotto quindi nel 1965 per essere montato sulla Peugeot 204, il motore XK aveva le seguenti caratteristiche generali:
- architettura a 4 cilindri in linea;
- basamento in lega di alluminio;
- canne cilindri in umido;
- alimentazione a carburatore monocorpo Solex;
- distribuzione a un albero a camme in testa;
- testata a due valvole per cilindro.

Di questo motore sono esistite tre versioni: eccone di seguito le caratteristiche.

### XK e XK4
La prima versione in ordine cronologico era siglata semplicemente XK e aveva le seguenti caratteristiche:
- alesaggio e corsa: 75x64 mm;
- cilindrata: 1130 cm³;
- rapporto di compressione: 7,6:1;
- potenza massima: 53 CV a 5800 giri/min;
- coppia massima: 81,4 Nm a 3000 giri/min.

Tale motore è stato montato unicamente su:
- Peugeot 204 L/GL (1965-69);
- Peugeot 204 Break (1965-69);
- Peugeot 204 Coupé (1966-69);
- Peugeot 204 Cabriolet (1966-69).

Dal luglio del 1969, questo motore ricevette alcune modifiche di dettaglio, consistenti in un nuovo termostato e una nuova bobina di accensione, ma anche alcuni leggeri interventi volti a migliorarne il rendimento. Il nuovo motore, della potenza massima di 55 CV a 5750 giri/min e con 82.4 Nm di coppia massima a 3500 giri/min, venne siglato XK4 e fu montato su:
- Peugeot 204 Luxe (1969-72);
- Peugeot 204 Grand Luxe (1969-76);
- Peugeot 204 Break (1969-76);
- Peugeot 204 Coupé (1969-70);
- Peugeot 204 Cabriolet (1969-70).

### XK5
È stato proprio a partire dal settembre 1975, infatti, che la Casa francese ha iniziato a proporre un nuovo motore 1.1, sempre imparentato con il precedente, ma con parecchie novità, riassumibili come segue:
- alesaggio e corsa: 78x59 mm;
- cilindrata: 1127 cm³;
- rapporto di compressione: 8,8:1;
- potenza massima: 59 CV a 6250 giri/min;
- coppia massima: 76,5 Nm a 3000 giri/min.

Come si può notare, assieme alla rialesatura dei cilindri, è stato adottato un nuovo albero motore con raggio di manovella ridotto, che ha fatto passare la corsa da 64 a 56 mm. Ciò ha permesso di rimanere entro limiti di cilindrata tali da poter beneficiare delle agevolazioni fiscali in vigore, ma per contro ha portato a una diminuzione della coppia motrice. Per tale motivo si è scelto di aumentare il rapporto di compressione per restare comunque a buoni livelli prestazionali. Se da un lato la coppia motrice è comunque peggiorata rispetto a quella dell'unità XK4, dall'altro la potenza massima è aumentata di 6 CV, anche se disponibile a regime più alto.
Caratteristica peculiare di questo motore (e anche del motore XL montato sulla Peugeot 304) è il fatto che il cambio era posizionato sotto il monoblocco, con un basamento comune, lubrificato dallo stesso olio.
Il motore XK5 è stato montato su:
- Peugeot 204 1.1 (1975-76);
- Peugeot 304 1.1 Break (1976-80).